# Moore (Texas)
Moore es un lugar designado por el censo ubicado en el condado de Frío en el estado estadounidense de Texas. En el Censo de 2010 tenía una población de 475 habitantes y una densidad poblacional de 30,05 personas por km².

## Geografía
Moore se encuentra ubicado en las coordenadas 29°3′29″N 99°0′21″O / 29.05806, -99.00583. Según la Oficina del Censo de los Estados Unidos, Moore tiene una superficie total de 15.81 km², de la cual 15.8 km² corresponden a tierra firme y (0.05%) 0.01 km² es agua.

## Demografía
Según el censo de 2010, había 475 personas residiendo en Moore. La densidad de población era de 30,05 hab./km². De los 475 habitantes, Moore estaba compuesto por el 80.63% blancos, el 0.21% eran afroamericanos, el 1.05% eran amerindios, el 0% eran asiáticos, el 0% eran isleños del Pacífico, el 13.89% eran de otras razas y el 4.21% pertenecían a dos o más razas. Del total de la población el 61.26% eran hispanos o latinos de cualquier raza.